# 1799 dans le catholicisme
Chronologie du catholicisme
- 1795
- 1796
- 1797
- 1798
- 1799
- 1800
- 1801
- 1802
- 1803

Cet article présente les faits marquants de l'année 1799 dans le catholicisme.

## Évènements
- 29 août : Le pape Pie VI, prisonnier du Directoire, meurt à Valence.

## Naissance
- 7 février : Jean Holmes, prêtre et enseignant américain († 18 juin 1852)
- 11 février : Bienheureux Basile Moreau, prêtre français, fondateur de la Congrégation de Sainte-Croix et des Marianites de Sainte-Croix († 20 janvier 1873)
- 28 février : Ignaz von Döllinger, prêtre, historien et théologien allemand, excommunié pour son opposition à l'infaillibilité pontificale († 14 janvier 1890)
- 2 mars : Joseph Abbal, prêtre et homme politique français († 13 novembre 1890)
- 4 mars : Casimir Wicart, prélat français, évêque de Laval († 8 avril 1879)
- 10 avril : Nicolas Point, prêtre jésuite, missionnaire et peintre français († 3 juillet 1868)
- 12 avril : Niccola Clarelli Parracciani, cardinal italien de la Curie († 7 juillet 1872)
- 10 mai : Saint François-Isidore Gagelin, prêtre et missionnaire français, martyr († 17 octobre 1833)
- 15 juin : Luigi Natoli, prélat italien, archevêque de Messine († 25 février 1875)
- 19 juillet : William McSherry, prêtre jésuite et enseignant américain († 18 décembre 1839)
- 21 juillet : Bienheureuse Pauline Jaricot, laïque française, fondatrice de l'Œuvre pontificale de la propagation de la foi et pionnière du christianisme social († 9 janvier 1862)
- 22 juillet : Joseph-Armand Gignoux, prélat français, évêque de Beauvais († 1er mars 1878)
- 26 juillet : Augustin Galtier, prélat français, évêque de Pamiers († 29 juin 1858)
- 5 novembre : Charles Duvivier de Streel, prêtre, écrivain, poète et révolutionnaire belge († 1er février 1863)

## Décès
- 23 janvier : François-Gaspard de Jouffroy de Gonsans, prélat français, évêque du Mans (° 15 août 1721)
- 26 janvier : Carlo Rezzonico, cardinal italien de la Curie (° 25 avril 1724)
- 9 février : Giovanni Archinto, cardinal italien de la Curie (° 10 août 1736)
- 23 février : Jean-Marie Du Chastel, prêtre réfractaire et contre-révolutionnaire français (° 4 juin 1719)
- 12 mars : François d'Estienne de Saint-Jean de Prunières, prélat français, dernier évêque de Grasse (° 18 avril 1718)
- Mars : Nicolas-Joseph de Stavelot, frère mineur capucin réfractaire et auteur belge (° décembre 1723)
- 7 mars : Sainte María Antonia de Paz y Figueroa, religieuse et missionnaire argentine, fondatrice des Filles du Divin Sauveur (° 11 février 1730)
- 31 mars : Julien Jean-Baptiste Duchemin, prélat français, évêque constitutionnel du Calvados (° 30 août 1742)
- 6 avril : Charles-Jean Bonvoust, prêtre français, inspirateur présumé du camembert (° 6 juin 1747)
- 10 avril : Dominique Pouderous, prélat français, évêque constitutionnel de l'Hérault (° 22 juin 1721)
- 15 avril : Yves Alexandre de Marbeuf, prélat et homme politique français, archevêque de Lyon (° 17 mai 1734)
- 21 avril : Anna Maria Cristina Rivarola, religieuse et patriote corse (° 1715)
- Mai : Bienheureux Martyrs de Casamari, six religieux cisterciens, martyrs
- 15 mai : Jules-Basile Ferron de La Ferronnays, prélat français, dernier évêque de Lisieux (° 2 mai 1735)
- 22 mai : François-Antoine Brendel, prélat français, évêque constitutionnel du Bas-Rhin (° 4 octobre 1735)
- Juin : Julien Landeau, prêtre réfractaire français, rescapé des noyades de Nantes (° 30 juillet 1745)
- 4 juin : Jean-Baptiste Graziani, prélat français, évêque constitutionnel de la Seine-Inférieure (° 24 juin 1747)
- 4 juillet : Giambattista Toderini, religieux jésuite et orientaliste italien (° 27 juin 1728)
- 5 juillet : Corneille de Pauw, sous-diacre et philosophe néerlandais (° 18 août 1739)
- 13 juillet : Godefroi Hermans, religieux prémontré belge, abbé de Tongerlo (° 10 novembre 1725)
- 21 juillet : Dominique Chaix, prêtre et botaniste français (° 8 juin 1730)
- 8 août : Juan de Santa Gertrudis, religieux franciscain et missionnaire espagnol (° 1724)
- 28 août : Joseph-Alphonse de Véri, prêtre, membre de la Curie et conseiller politique français (° 16 octobre 1724)
- 29 août : Pie VI, 250e pape (° 25 décembre 1717)
- 9 octobre : Pierre Pigneau de Behaine, prélat, diplomate et missionnaire français, vicaire apostolique de Cochinchine (° 2 novembre 1741)
- 23 octobre : József Batthyány, cardinal hongrois, archevêque d'Esztergom (° 30 juin 1727)
- 31 octobre : André Barthélemy de Courcay, prêtre, bibliothécaire et numismate français (° 10 janvier 1744)
- Date précise inconnue : 
  - Mateo Aymerich, religieux jésuite et savant espagnol (° 27 février 1715)
  - Yves Mathurin Marie Tréaudet de Querbeuf, religieux jésuite et écrivain français (° 3 janvier 1726)